# Arcani, Gorj
Arcani là một xã thuộc hạt Gorj, România. Dân số thời điểm năm 2002 là 1445 người.